# Roger de Damas
Il conte Joseph Élisabeth Roger de Damas D'Antigny, meglio noto nella storiografia italiana come Ruggero di Damas, o conosciuto in Francia come Roger de Damas (Parigi, 4 settembre 1765 – Cirey-sur-Blaise, 18 settembre 1823), è stato un generale francese, avverso alla rivoluzione, che combatté al servizio dell'Impero russo e del Regno di Napoli.

## Biografia

### Guerra in Russia
La sua carriera militare ebbe inizio nel 1779, quando si arruolò come sottotenente di fanteria nel Reggimento del Re, comandato dallo zio, il duca di Châtelet; fu presentato alla corte il 26 ottobre 1784, nello stesso anno compì un viaggio a Berlino per completare la sua educazione militare. Nel 1787 partì per l'impero russo, dove si stava preparando l'armata russa comandata dal principe Potëmkin in vista della guerra con l'impero ottomano. Ospitato dal principe, del quale ben presto meritò l'attenzione e la stima, fu inizialmente impiegato, nell'attesa che iniziassero le operazioni dell'armata di terra contro i turchi nella guerra russo-turca, sulla flotta russa comandata dal principe di Nassau-Siegen, e prese parte a tutti i combattimenti contro la flotta turca sul Bosforo. Incaricato, alla testa di una squadra di barche a remi-cannoniere con imbarcati dei granatieri di linea, dell'abbordaggio della nave ammiraglia di 74 cannoni che sosteneva gli attacchi della flotta nemica e che si era arenata su un banco di sabbia, riuscì ad abbordarla e ne conquistò la bandiera dell'ammiraglio che presentò al principe Potëmkin. Come ricompensa di questa azione l'imperatrice Caterina II insignì il conte di Damas della croce dell'Ordine di San Giorgio e gli donò una spada guarnita d'oro riportante un'iscrizione del motivo onorabile per cui aveva meritato questa gloriosa distinzione. La campagna di terra contro i turchi ebbe inizio nel 1788; il conte Roger de Damas ebbe il comando di una colonna di granatieri alla testa della quale condusse tutta la guerra. Partito da Otchakow per andare a passare l'inverno a San Pietroburgo vi ricevette dall'imperatrice le testimonianze più lusinghiere per il suo servizio; l'imperatrice chiese al re Luigi XVI di Francia la facoltà di accordare il grado di colonnello dell'esercito russo al conte senza che ciò fosse di pregiudizio al suo grado militare in Francia. Con questo grado de Damas fece, nel 1789, la seconda campagna di guerra che si concluse con l'assedio di Bender. Nel corso della campagna del 1790 comandò un corpo negli assedi di Kilia e di Akerinan, e una colonna all'assalto della fortezza d'Izmaïl. Il valore dimostrato in queste azioni fu ammirato in tutta l'armata e gli valse il grado di brigadiere e la classe di commendatore dell'ordine militare di San Giorgio.

### Guerre rivoluzionarie
Alla fine di questa campagna, nel frattempo era scoppiata la rivoluzione francese, il conte Roger de Damas si unì all'esercito degli emigrati, dove il conte d'Artois l'impiegò nel suo seguito come aiutante di campo nel 1791 e nel 1792. Durante la campagna di Champagne, fu distaccato, al seguito del duca di Brunswick, per il collegamento delle operazioni tra l'armata prussiana e quella dei principi; accompagnò il conte d'Artois a San Pietroburgo nel 1793, e l'anno seguente si unì all'armata del Condé nella quale comandò la legione Mirabeau dopo la morte dell'ufficiale omonimo. Nel 1796 il re Luigi XVIII gli fece dono di una legione di fanteria composta da 1.200 uomini, 400 ussari e quattro pezzi d'artiglieria alla testa della quale fece le campagne del 1795, 1796 e del 1797. Passato al servizio del regno di Napoli nel 1798, con il permesso dell'imperatore Paolo I di Russia, ottenne vari comandi superiori e fu successivamente maresciallo di campo, luogotenente generale, ispettore generale dell'esercito e delle fortezze del regno e comandante in capo delle forze militari napoletane, di cui diresse le campagne del 1799, 1800, 1801 e 1806. Nel 1798 partecipò alla guerra della seconda coalizione agli ordine del generale Mack; dopo la sconfitta dell'esercito napoletano sostenne vari scontri con le truppe francesi (il 15 e il 17 settembre a Storta e ad Orbetello; nel dicembre venne sconfitto nei pressi di Viterbo dal generale francese Kellermann) e ottenne un accordo che gli permise di far ritirare in maniera ordinata le proprie truppe. Nel 1799, dopo la caduta della repubblica napoletana, ritornò insieme con la corte da Palermo a Napoli; qui il 4 novembre venne promosso a luogotenente-generale e incaricato, in quanto uno dei due ispettori generali, della riorganizzazione dell'esercito. Alla fine del Settecento e ai primi dell'Ottocento Damas condusse una piccola armata in Toscana come supporto alle truppe imperiali austriache; anche questo conflitto si risolse negativamente ma Damas riuscì anche questa volta a riportare con poche perdite le sue truppe in patria. Prese quindi parte ai negoziati che portarono alla pace con la repubblica francese (armistizio di Foligno). Il generale con cui doveva negoziare era Murat, futuro re di Napoli, che si congratulò con Damas per il suo talento ed il suo coraggio.

### Guerre napoleoniche
Poco dopo la fine delle ostilità Damas fu obbligato a lasciare Napoli a causa dell'ostilità dimostratagli dal ministro Acton e si trasferì a Vienna, dove visse con una pensione di trecento corone; qui iniziò a scrivere le sue memorie. A Vienna incontrò anche la regina di Napoli Maria Carolina che lo ammirava molto; quindi nell'ottobre del 1804 fu richiamato dal governo napoletano a completare l'opera di riorganizzazione dell'esercito, con il pretesto di proteggere così la neutralità, condizione della nuova pace. Prima di fare questo passo Maria Carolina aveva chiesto all'ambasciatore francese se avesse delle obiezioni al richiamo del conte ma l'ambasciatore Alquier rispose in modo poco chiaro e comunque non incoraggiante. La sua risposta fu ignorata. Damas si mise quindi all'opera; dopo di ciò Alquier, che veniva tenuto informato delle attività del conte, lo accusò di essere ostile alla Francia e determinato a provocare una guerra. Napoleone conosceva e apprezzava le qualità di Damas, ma in questo caso il generale stava facendo diventare l'esercito napoletano pericoloso per i francesi. Alquier chiese tre volte, prima cortesemente e poi in modo aggressivo, che Damas venisse licenziato ed esiliato in quanto émigré unitosi ad un esercito ostile alla Francia. Anche se intervenne l'ambasciatore napoletano a Parigi, Gallo, e la regina in persona indirizzò lettere a tal proposito a Napoleone, Damas alla fine, il 14 marzo 1805, si dovette dimettere e ritirarsi a Messina, con un salario di 60.000 lire e il gran cordone di San Ferdinando che lo rendeva pari ad un grande di Spagna. Questa concessione ai desideri di Napoleone non ritardò di molto il destino dei Borboni di Napoli. Gli effetti della vittoria francese nella battaglia di Austerlitz si fecero sentire anche all'estremità d'Italia, Ferdinando IV e Maria Carolina furono dichiarati formalmente deposti e il loro regno venne invaso; Damas venne richiamato dalla Sicilia e incaricato della difesa della Calabria. Le sue truppe erano però poco addestrate, la popolazione indifferente od ostile e quando fu ingaggiata battaglia, il 9 marzo 1806, con le truppe del generale Jean Reynier, si andò incontro, nella piana di Campotenese, alla sconfitta. Il 14 ritornò a Palermo, successivamente s'imbarcò per Trieste e poi si recò a Vienna dove rimase per più di sette anni senza prendere parte alle attività militari.

### Restaurazione
Il 21 agosto 1814 si sposò con Pauline De Ghastellux da cui ebbe un unico figlio, Charles. Con il ritorno della famiglia reale in Francia il conte Roger di Damas terminò il suo servizio presso la corte napoletana e si riunì al re a Nancy; il monarca lo nominò governatore della 3ª, 4ª e 5ª divisione militare. In seguito fu nominato commissario straordinario del re presso la 5ª divisione militare e poi governatore della 19ª divisione e della città di Lione. Durante il ritorno di Bonaparte, nel 1815, si recò il 7 marzo a Lione ma i suoi sforzi non riuscirono ad impedire che le truppe seguissero Napoleone; ritornò quindi a Parigi da dove seguì Luigi XVIII nell'esilio a Gand e rientrò, dopo la sconfitta di Bonaparte, insieme al re. Nel mese di settembre venne eletto alla camera dei deputati per i dipartimenti dell'Alta Marna e della Côte-d'Or. Nominato, il 10 gennaio 1816, comandante della 19ª divisione militare il conte di Damas riuscì, per la sua vigilanza e la sua fermezza, a prevenire a Lione tutti gli eventuali disordini causati dalle agitazioni avvenute a Grenoble. Fu, tra l'altro, luogotenente generale dell'armata del re (dal 22 giugno 1814), commendatore dell'ordine di San Giorgio di Russia, gran croce dell'ordine di San Ferdinando delle due Sicilie, commendatore dell'ordine reale e militare di San Luigi, del 5 maggio 1816. Morì al castello di Cirey nel mese di settembre 1823.